# Meccano Mind
Meccano Mind é o primeiro e actualmente único álbum de Syntax. Foi lançado em 2004.
O álbum sofreu em termos de vendas devido à falta de reconhecimento e possivelmente à falta de apoio da gravadora.

## Faixas
1. "Pray" – 6:14
2. "Bliss" – 3:37
3. "Strange Days" – 4:10
4. "Message" – 5:17
5. "Destiny" – 5:17
6. "Pride" – 5:41
7. "Little Love" – 6:23
8. "Tower of Power" – 5:41
9. "Fever" – 4:19
10. "Time to Fly" – 6:20